# Valley (Washington)
Pour les articles homonymes, voir Valley.
Valley  est une census-designated place américaine de l'État de Washington dans le comté de Stevens. 